# Ariake (Kagoshima)
Ariake (有明町, Ariake-chō) was een Japanse gemeente in het district Soo in de prefectuur Kagoshima.
Op 1 januari 2006 werden Ariake, Matsuyama en het oude Shibushi, alle drie in het district Soo, samengevoegd tot een nieuwe stad met de naam Shibushi en bestaan sindsdien niet meer als aparte gemeentes.

## Geografie
Het lag ten oosten van het schiereiland Ōsumi in de prefectuur Kagoshima. Bij de gemeentelijke herindeling werd een deel van de gemeente omringd door de gemeente Osaki, hierdoor bestaat een deel van het huidige Shibushi als enclave binnen Osaka.
De rivier Hishida liep door deze gemeente.
De gemeente lag ten zuiden van de stad Soo (Kagoshima), ten oosten van de stad Osaki en ten westen van Matsuyama en het voormalige Shibushi.

## Geschiedenis
- Na de Meiji-restauratie en het Decreet op de afschaffing van het han-systeem en de instelling van prefecturen (廃藩置県, Haihan chiken) werd op 1 april 1889 het dorp Shibushi opgericht.
- februari 1891 - het dorp wordt gesplitst in West-Shibushi, Oost-Shibushi en het dorp Tsukino (later het dorp Osumi en daarna als stad).
- 29 maart 1896 - West-Shibushi en Oost- Shibushi maken nu deel uit van het district Soo.
- 1 april 1955 - West-Shibushi neemt een deel over van het dorp Nogata.
- 1 april 1958 - West-Shibushi verandert zijn naam in Ariake.
- 1 januari 2006 - Matsuyama, Ariake en het oude Oost-Shibushi worden samengevoegd tot het huidige Shibushi. Het gemeentehuis van Ariake wordt gebruikt als het gemeentehuis van de nieuwe gemeente.

## Industrie
De gemeente had als voornaamste exportproduct en stond bekend om zijn aardbeien, meloenen, thee en paling.

## Vervoer
- De dichtstbijzijnde luchthavens zijn Luchthaven Kagoshima en Luchthaven Miyazaki.
- Het dichtstbijzijnde treinstation is station Shibushi of station Miyakonojo.

De gemeente is aangesloten op het busnetwerk Osumi.
De gemeente is aangesloten op de lokale Shibushi Miyakonojo Road (Highway Ariake Sueyoshi Matsuyama) via de afrit Matsuyama. Op landelijk niveau is het aangesloten op Autoweg 220 en Autoweg 269.

## Attracties
- Bijvoet Dorp
- Shitaya Waterpark
- Bloementuin

Subprefecturen:
Kumage · Oshima

Steden:
Aira · Akune · Amami · Hioki · Ibusuki · Ichikikushikino · Isa · Izumi · Kagoshima (hoofdstad) · Kanoya · Kirishima · Makurazaki · Minamikyushu · Minamisatsuma · Nishinoomote · Satsumasendai · Shibushi · Soo · Tarumizu

Districten:
Aira · Isa · Izumi · Kagoshima · Kimotsuki · Kumage · Soo · Satsuma · Oshima

Gemeenten per district